# Флавий Аполлоний
Флавий Аполлоний (лат. Flavius Apollonius) — консул Восточной Римской империи вместе с Флавием Магном в 460 году.
Точно неизвестно, кем был этот Аполлоний. Он может идентифицироваться либо с Аполлонием, префектом претория Востока в 442—443 годах, либо с Аполлонием, военным магистром в 443 году.